# Budova České národní banky (Hradec Králové)
Budova ČNB v Hradci Králové byla postavena v letech 1994–1995 podle projektu Jana Zídky a Miroslava Horského.

## Historie
Tato budova vyrostla po sametové revoluci jako první z plánované obchodně-administrativní čtvrti, která ale nikdy nebyla postavena.
Zároveň je to první stavba na Královéhradecku, kde byly použity současné[kdy?] technologicko-konstrukční metody.

## Popis
Ostroúhlá parcela poskytuje prostor pro rozvržení domu na 3 části do písmene V. Exteriér komplexu je mix leštěného žlutého obkladu, lomených skleněných fasád a hliníkových prvků na obvodovém plášti. Boční křídla se sbíhají k rohu budovy se zrcadlovými okny zapuštěnými do kamenného obkladu.
Ze strany je napojena na bytovou část komplexu je řešeno ocelovou konstrukcí před prosklenými fasádami.
Interiér je zřízen v podobném stylu jako exteriér, jeho dominanty jsou točité schodiště, skleněná markýza nebo neprůstřelné kruhové vrchlíky.